# Bogdan Schelestjuk
Bogdan Schelestjuk (* 1989 in Makijiwka, Ukraine) ist ein ukrainischer Boxer. Er gewann bei den Boxeuropameisterschaften 2013 in Minsk eine Bronzemedaille im Weltergewicht.

## Werdegang
Bogdan Schelestjuk stammt aus einer boxsportbegeisterten Familie. Einer seiner Brüder ist der Weltmeister von 2011 in Weltergewicht Taras Schelestjuk. Auch Bogdan begann als Jugendlicher mit dem Boxen. Trainiert wird er von Wladimir A. Winnikow und Dimitri Sosnowski. In seinem letzten Juniorenjahr feierte er einen großen Erfolg, denn er wurde 2007 in Sombor/Serbien Junioren-Europameister in der Gewichtsklasse bis 57 kg Körpergewicht. Im Finale bezwang er dabei Dimitri Poljanski aus Russland nach Punkten (23:17).
Danach dauerte es jedoch mehrere Jahre, bis er in der Ukraine und auch international in der Spitzenklasse mithalten konnte. 2010 wurde er ukrainischer Vizemeister im Halbweltergewicht. Im Endkampf unterlag er dabei gegen Alexander Kljuchko nach Punkten (0:6). 2011 wurde er erstmals ukrainischer Meister in derselben Gewichtsklasse, wobei er im Finale gegen Alexander Kljutschko Revanche nehmen konnte und diesen durch Abbruch in der 3. Runde schlug.
2013 wurde er bei der Europameisterschaft in Minsk eingesetzt. Er profitierte dabei davon, dass sein Bruder Taras, der in der gleichen Gewichtsklasse startete, zu den Profis abgewandert war. In Minsk besiegte er Adam Nolan aus Irland (3:0 RS) und Youba Ndiaye Sissocho, Spanien (3:0 RS) nach Punkten, unterlag aber im Halbfinale gegen Alexander Besputin aus Russland nach Punkten (0:3 RS) und gewann damit eine Bronzemedaille.

## Internationale Erfolge
| Jahr | Platz | Wettbewerb                                                        | Gewichtsklasse | Ergebnisse |
| 2007 | 1.    | Junioren-EM in Sombor/Serbien                                     | bis 57 kg      | nach Punktsiegen über Stephen Thomas, Wales (12:8), Ewgenijus Kirilows, Lettland (25:3), Paul Turcito, Rumänien (20:9) und Dimitri Poljanski, Russland (23:17)                                 |
| 2009 | 5.    | Welt-Cup der ölproduzierendenn Länder in Chanty-Mansiisk/Russland | Halbwelter     | nach Punktniederlage gegen Grigori Waresjan, Russland |
| 2011 | 5.    | „Nurmagambetow“-Memorial in Almaty                                | Halbwelter     | nach Punktsieg über Aschkat Ualichanow, Kasachstan (12:7) und Punktniederlage gegen Serdar Hudaiberdijew, Turkmenistan (7:8)                                                                   |
| 2011 | 5.    | 45. „Makar-Mazay“-Memorial in Mariupol                            | Halbwelter     | nach Punktsieg über Dimitri Tschernjak, Ukraine und Punktniederlage gegen Wjatscheslaw Kislizin, Ukraine                                                                                       |
| 2012 | 2.    | Turnier der besten Ukrainer in Brovary                            | Welter         | nach Punktsieg über Witali Konstantinow (16:11) und Punktniederlage gegen Denis Lazarow (10:10+)                                                                                               |
| 2012 | 3.    | 7. „Nikolai-Manger“-Memorial in Cherson                           | Welter         | nach Punktsiegen über Kanagat Maralew, Kasachstan (11:6) und Abulschabar Gasanow, Russland (10:5) und Disq.-Niederlage in der 3. Runde gegen Denis Berinchik, Ukraine                          |
| 2012 | 5.    | Universitäten-WM in Baku                                          | Welter         | nach Punktniederlage gegen Ewgeni Koschkarjew, Russland (13:14) |
| 2012 | 1.    | Welt-Cup der ölproduzierenden Länder in Belojarsk                 | Welter         | nach Punktsiegen über Ismat Eynullajew, Aserbaidschan, Rayheni Romaschkewitsch, Weißrussland (13:10) und Ewgeni Koschkarjew (20:10)                                                            |
| 2013 | 3.    | 8. „Nikolai-Manger“-Memorial in Cherson                           | Welter         | nach Punktsieg über Dordirbek Kosimow, Usbekistan (17:12), kampflosem Sieg über Saal Kwachatadse, Georgien und Abbruchniederlage wegen Verletzung in der 3. Runde gegen Oleg Subenkow, Ukraine |
| 2013 | 3.    | EM in Minsk                                                       | Welter         | nach Punktsiegen über Adam Nolan, Irland (3:0 RS) und Youba Ndiaye Sissocho, Spanien (3:0 RS) und Punktniederlage gegen Alexander Besputin, Russland (0:3 RS)                                  |

## Ukrainische Meisterschaften
| Jahr | Platz | Gewichtsklasse | Ergebnisse |
| 2010 | 2.    | Halbwelter     | nach Punktsiegen über Jaroslaw Dokuchajew (4:1), Wasil Polischtschuk (8:0) und Ewgeni Jurchak (10:3) und Punktniederlage gegen Alexander Kljuchko (0:6) |
| 2011 | 1.    | Halbwelter     | nach Punktsiegen über Maksim Sapunow (16:0), Loma Aidarow (10:2) und Mykola Bochkow (12:3) und Abbruchsieg in der 3. Runde über Alexander Kljuchko      |

## Erläuterungen
- WM = Weltmeisterschaft, EM = Europameisterschaft
- Halbwelter, Gewichtsklasse bis 64 kg, Weltergewicht, bis 69 kg Körpergewicht
- RS = Richterstimmen (Anm.: 2013 hat die AIBA die umstrittenen „Punktemaschinen“ abgeschafft und die Urteile wieder in die Hände von Kampfrichtern gelegt, die in einem 10-Punkte-System pro Runde zu entscheiden haben)